# 卜国铉
卜国铉（1918年—1998年），男，直隶（今河北）易县人，中国耳鼻喉科专家、医学教育家，中国人民解放军第一军医大学教授。